# بمب چسبنده
نارنجک دستی ضد تانک شماره ۷۴ (به انگلیسی: Grenade, Hand, Anti-Tank No. 74) که معمولاً به عنوان نارنجک ST  یا بمب چسبنده شناخته می‌شود، یک نارنجک دستی بریتانیایی بود که در طول جنگ جهانی دوم طراحی و تولید شد. این نارنجک یکی از چند سلاح ساخته شده به منظور استفاده ضد تانک بود که برای استفاده توسط ارتش بریتانیا و گارد داخلی پس از از دست دادن بسیاری از اسلحه‌های ضد تانک در فرانسه پس از تخلیه دانکرک توسعه یافت.
این نارنجک توسط تیمی از MIR(c) شامل سرگرد میلیس جفریس و استوارت ماکری طراحی و شامل یک کره شیشه ای حاوی مواد منفجره ساخته شده از نیتروگلیسیرین و مواد افزودنی (برای ثبات و پایداری بیشتر) است. وقتی کاربر ضامن روی دسته را بکشد، محفظه می‌افتد و کره چسبنده دیده می‌شود. کشیدن یک ضامن دیگر مکانیسم آتش را فعال می‌کند و کاربر باید سریعاً نارنجک را به یک وسیله نقلیه دشمن متصل کند. رها کردن دسته، اهرمی را آزاد می‌کند که فیوز پنج ثانیه ای را فعال می‌کند و سپس ترکیب نیتروگلیسیرین را منفجر می‌کند.
نارنجک چندین ایراد در طراحی خود داشت. هیئت مهمات وزارت جنگ این نارنجک را برای استفاده توسط ارتش بریتانیا تأیید نکرد، اما مداخله نخست‌وزیر، وینستون چرچیل، منجر به تولید این نارنجک شد. از سال ۱۹۴۰ تا ۱۹۴۳ میلادی، تقریباً ۲٫۵ میلیون عدد از این نارنجک تولید شد. این نارنجک ابتدا تحویل گارد داخلی بریتانیا شد، اما توسط نیروهای بریتانیا و کشورهای مشترک المنافع در شمال آفریقا نیز مورد استفاده قرار گرفت. نارنجک چسبنده توسط نیروهای متفقین در ساحل آنزیو از جمله اولین نیروی خدمات ویژه استفاده شد. همچنین این جنگ‌افزار توسط واحدهای ارتش استرالیا در طول مبارزات گینه نو مورد استفاده قرار گرفت. مقاومت فرانسه نیز مقداری از این نارنجک را سفارش داد.